# Договір про нерозповсюдження ядерної зброї
| Країни, що підписали та ратифікували договір Приєдналися до договору Дотримуються умов договору (Тайвань) | Вийшли з договору (Північна Корея) Країни, що не підписали договір (Індія, Ізраїль, Пакистан, Південний Судан) |

Країни-учасники Договору
Країни, що підписали та ратифікували договір
Приєдналися до договору
Дотримуються умов договору (Тайвань)
Вийшли з договору (Північна Корея)
Країни, що не підписали договір (Індія, Ізраїль, Пакистан, Південний Судан)

Договір про нерозповсюдження ядерної зброї (ДНЯЗ) — багатосторонній міжнародний акт, розроблений Комітетом з роззброєння ООН з метою завадити розширенню кола держав, що мають ядерну зброю, забезпечити необхідний міжнародний контроль за виконанням державами узятих за умовами Договору зобов'язань щодо обмеження можливості виникнення збройного конфлікту із застосуванням такої зброї; створити широкі можливості для мирного використання атомної енергії. Договір схвалений Генеральною Асамблеєю ООН 12 червня 1968 і відкритий для підписання 1 липня 1968 року в Москві, Вашингтоні та Лондоні.

## Короткі відомості
Договір був запропонований Ірландією та Фінляндією, і ці країни були першими, хто його підписав.
Договір схвалений Генеральною Асамблеєю ООН 12 червня 1968 і відкритий для підписання 1 липня 1968 року в Москві, Вашингтоні та Лондоні.
9 липня 1968 р. президент США Ліндон Джонсон вніс ДНЯЗ на ратифікацію Сенату США, але після вторгнення радянських військ до Чехословаччини в серпні того ж року Сенат відмовився ратифікувати будь-які угоди з Москвою. Лише на початку 1969 року новий президент США Річард Ніксон знову вніс документ на ратифікацію. Сенат схвалив його 13 березня 1969 року, а президент підписав законопроєкт про набуття ДНЯЗ чинності 24 листопада 1969 року. Того ж дня Президія Верховної Ради СРСР ратифікувала ДНЯЗ.
Набув чинності 5 березня 1970 року після передання на зберігання ратифікаційних грамот державами-депозитаріями — СРСР (підписав у 1968 р.), США (1968), Велика Британія (1968), а також 40 іншими країнами.
Франція та Китай підписали Договір 1992 року.
Хоча спочатку Договір задумувався на термін дії 25 років, 11 травня 1995 понад 170 країн-учасниць погодилися продовжити дію Договору на невизначений термін без будь-яких додаткових умов.
Наразі учасниками Договору є майже всі незалежні держави світу (189 країн). Не є учасниками Договору Ізраїль, Індія, Пакистан та Північна Корея (КНДР). Останні три країни проводять відкриті випробування та заявляють про те, що мають ядерну зброю (Північна Корея спочатку приєдналася до Договору, але порушила його і 2003 року розірвала). Ізраїль проводить непрозору політику щодо своїх ядерних програм.
ДНЯЗ складається з преамбули та одинадцяти статей. Хоча в ньому не згадується концепція «основних принципів», проте Договір іноді інтерпретують як система трьох принципів, що мають прихований баланс:
1. нерозповсюдження ядерної зброї
2. роззброєння
3. право на мирне використання ядерних технологій[5].

Договір переглядається кожні 5 років на зустрічах, які називаються Оглядовими конференціями учасників Договору про нерозповсюдження ядерної зброї. Крім того, в роки між цими конференціями проходять сесії Підготовчого комітету.

## Ключові принципи ДНЯЗ
Зазвичай, у Договорі вбачають три основні принципи: нерозповсюдження, роззброєння та мирне застосування. Така концепція ставиться під сумнів тими, хто переконаний у тому, що ДНЯЗ, як це випливає з його назви, головним чином стосується нерозповсюдження, і тими, хто хвилюється через те, що система «трьох принципів» означає, що всі три елементи однаково важливі.

### Перший принцип нерозповсюдження
За ДНЯЗ 5 країн були визнані такими, що мають ядерну зброю: Франція (підписала у 1992), Китай (1992), Радянський Союз (1968; Росія — як правонаступниця СРСР), Велика Британія (1968) та США (1968). Ці 5 держав також є постійними членами Ради Безпеки ООН. Ці держави погодилися не передавати «ядерну зброю чи інші ядерні вибухові пристрої» та «ні в якій мірі не допомагати, підтримувати чи спонукати» неядерні держави щодо оволодіння ядерною зброєю (Стаття I).
Країни-учасники ДНЯЗ, які не мають ядерної зброї, погоджуються не «отримувати», «виробляти» чи «розробляти» ядерну зброю чи «шукати чи отримувати будь-яку допомогу у виробництві ядерної зброї» (Стаття II). Країни-учасники, що не мають ядерної зброї, також погоджуються прийняти гарантії МАГАТЕ (тобто міжнародний контроль) та підписати відповідну угоду з Міжнародним агентством з атомної енергії виключно з метою перевірки, що держава дотримується зобов'язань за ДНЯЗ «з тим, щоб не допустити перемикання ядерної енергії з мирного застосування на виробництво ядерної зброї чи інших ядерних вибухових пристроїв» (Стаття III).
5 країн-учасниць, що мають ядерну зброю, дали зобов'язання не застосовувати свою ядерну зброю проти неядерних держав, окрім відповіді на ядерну атаку чи звичайну атаку в союзі з іншою ядерною державою. Але ці зобов'язання формально не були внесені до Договору і точні формулювання час від часу варіювалися. Також, з 1959 по 1991 рр. США мали ядерні боєголовки, націлені на Північну Корею, яка на той час не мала ядерної зброї. Колишній міністр оборони Великої Британії Джеф Гун також цілком ясно підкреслював можливість застосування британської ядерної зброї у відповідь на необумовлений напад з боку держави, яка не визнає міжнародних норм. У січні 2006 президент Франції Жак Ширак наголосив, що терористична діяльність у Франції, організована іншою державою, може спонукати ядерну відплату, спрямовану на знищення силових центрів ворожої країни.
На Конференції 1995 року з перегляду і продовження ДНЯЗ також ухвалено рішення щодо посилення процесу перегляду і прийняття набору «Принципів та завдань ядерного непоширення і роззброєння» для сприяння ефективному виконанню договору.
На конференції з перегляду ДНЯЗ, яка проходила у 24 квітня — 19 травня 2000 року в Нью-Йорку, був ухвалений комплексний і насичений остаточний документ. Висновки в ньому відбивають неухильну підтримку і виконання принципів ДНЯЗ, суворе виконання його положень, посилені запобіжні механізми Міжнародної агенції з атомної енергії (МАГАТЕ) і подальші кроки до ядерного роззброєння.
Одним з найзначніших практичних досягнень конференції з перегляду стало ухвалення введення в дію Договору про всеосяжну заборону ядерних випробувань (ДЗЯВ) негайно по завершенні усіх ратифікаційних процедур. Країни — члени НАТО налаштовані на виконання усіх процедур підписання і ратифікації задля якомога скорішого набрання чинності договору.
На конференції з перегляду було також наголошено на важливості досягнення прогресу у підписанні Договору про заборону виробництва матеріалів, що розщеплюються, для ядерної зброї або інших ядерних вибухових пристроїв, та зроблений заклик до відновлення переговорів з цієї тематики в рамках Конференції з роззброєння.

### Другий принцип роззброєння
Преамбула ДНЯЗ містить текст, що підтверджує прагнення учасників договору полегшити міжнародне напруження та зміцнити міжнародну довіру, з метою створення у майбутньому умов для припинення виробництва ядерної зброї та погодження загального та повного роззброєння, яке, зокрема, ліквідує ядерну зброю та засоби для її запуску з арсеналів країн.
Формулювання 6-ї статті Договору досить неоднозначно накладає на учасників ДНЯЗ тільки невиразне зобов'язання рухатися у загальному напрямку ядерного та повного роззброєння: «Кожна з Сторін Договору зобов'язується в дусі доброї волі вести переговори про ефективні заходи із зупинення гонки озброєнь у найближчому майбутньому та ядерному роззброєнню, також про договір про загальне і повне роззброєння». Згідно з таким тлумаченням, Стаття VI не вимагає від сторін насправді укладати угоду з роззброєння. Скоріше, вона наказує їм «вести переговори у дусі доброї волі»U.S. Compliance With Article VI of the NPT.
З іншого боку, деякі уряди, особливо тих країн, які не мають ядерної зброї та належать до Руху Неприєднання, інтерпретують 6-ту Статтю досить чітко. З їхнього погляду, Стаття VI встановлює офіційні та специфічні зобов'язання ядерних країн-учасниць ДНЯЗ щодо роззброєння, та доводить, що ці країни не змогли виконати ці зобов'язання. Деякі урядові делегації на Конференції з Роззброєння представили свої пропозиції з повного та загального роззброєння, але з цих пропозицій не було укладено жодної угоди. Критики ядерних держав, визнаних ДНЯЗ, іноді стверджують, що провал роззброєння ядерних держав, особливо у добу після Холодної війни, роздратував деякі країни-учасники ДНЯЗ, що не мають ядерної зброї. Така невдача, додають критики, надає виправдання країнам, що не мають ядерної зброї, відмовитися від участі в Договорі та розробляти власну ядерну зброю.
Інші спостерігачі припускають, що зв'язок між поширенням та роззброєнням може також спрацювати у зворотному напрямку, наприклад, невдача у вирішенні погрози поширення ядерної зброї в Ірані та Північній Кореї завдасть шкоди перспективі роззброєння. Наразі жодна ядерна держава, на їхню думку, не буде серйозно обмірковувати знищення своєї останньої ядерної зброї, не маючи чіткої впевненості, що інші країни не оволодіють ядерною зброєю. Деякі спостерігачі навіть натякають, що навіть процес роззброєння наддержав — що призведе до знищення тисяч одиниць зброї та пускових установок — може зрештою зробити володіння ядерною зброєю привабливішим через зростання стратегічної цінності навіть невеликого арсеналу. Як застерігав у 2007 р. американський експерт з питань ДНЯЗ: «логічно було б подумати, що зі зменшенням кількості ядерної зброї зросте „гранична корисність“ її як засобу воєнної влади. Зрештою, коли буде досягнуто мету руху за роззброєння, стратегічне значення навіть однієї чи двох одиниць ядерної зброї буде величезним».

### Третій принцип: мирне використання ядерної енергії
Третій компонент дозволяє і погоджується на передачу ядерних технологій і матеріалів країнам ДНЯЗ, які підписали для розвитку цивільних програм ядерної енергетики в цих країнах, до тих пір, доки вони можуть продемонструвати, що їхні ядерні програми не використовуються для розвитку ядерної зброї.
Оскільки далеко не всі з держав з програмами ядерної енергетики готові відмовитися від використання ядерної енергії, третьої опорою ДНЯЗ відповідно до статті IV передбачає інші держави з можливістю робити те ж саме, але в умовах, призначених, зробити розробку ядерної зброї дуже важкою.
Договір визнає невід'ємне право суверенних держав на використання ядерної енергії в мирних цілях, але обмежує це право на ДНЯЗ, які будуть здійснюватися «відповідно до статей I і II» (основні, які не є зобов'язаннями нерозповсюдження, які представляють собою «перший стовп» договіру). У міру того, як комерційно популярний легкий водяний реактор атомної електростанції використовує уранове паливо, це означає, що держави повинні мати можливість або для збагачення урану, або для придбання його на міжнародному ринку. Мухаммед аль-Барадеї, а потім генеральний директор Міжнародного агентства з атомної енергії, назвав поширення можливостей збагачення і повторної обробки «ахіллесовою п'ятою» режиму ядерного нерозповсюдження. Станом на 2007 13 держав мають можливість збагачення урану.
Оскільки наявність матеріалу, здатного до поділу, вже давно вважається головною перешкодою на шляху зусилль щодо обмеження можливості для розвитку ядерної зброї країн, він був оголошений головним акцентом політики США в 2004 році, щоб запобігти подальшому поширенню по збагаченню урану і плутонію (також відомий як «ENR») технологій переробки. Країни, що володіють можливостями ENR, мають побоювання, про те, що, по суті, можливість використання цієї можливості для виробництва матеріалів, що розщеплюються для зброї використовуватиметься на вимогу, таким чином, даючи їм те, що було названо програма «віртуальної» ядерної зброї. Ступінь, в якій члени ДНЯЗ мають «право» на технологію ENR незважаючи на її потенційно серйозні наслідки поширення, таким чином, знаходиться на передньому краї політики і правових суперечок, що оточують змістом статті IV і його ставлення до статей I, II і III Договору.
Країни, що підписали договір як неядерні держави, і стверджують, що статус мають безперервний запис про нестворення ядерної зброї. Проте, Ірак був згаданий МАГАТЕ з каральними санкціями, прийнятими проти нього Радою Безпеки ООН за порушення своїх зобов'язань за ДНЯЗ гарантіями; Північна Корея ніколи не понесла відповідності відповідно до її підписання угоди про гарантії та ДНЯЗ було процитовано неодноразово за ці порушення, а потім вийшла з ДНЯЗ і випробування декількох ядерних пристроїв; Іран був знайдений в стані недотримання своїх зобов'язань по ДНЯЗ про гарантії в незвичайному рішенні, не на основі консенсусу, оскільки він «не вдалося в ряді випадків протягом тривалого періоду часу», щоб повідомити аспекти своєї програми зі збагачення урану, і Лівія здійснювала таємну програму створення ядерної зброї, перш ніж відмовитися від його в грудні 2003 року.
У 1991 році Румунія повідомила про раніше незаявлену ядерну діяльність в колишньому режимі і МАГАТЕ повідомила про це недотриманням Раді Безпеки тільки для інформації. У деяких регіонах той факт, що всі сусіди перевіряються на відсутність ядерної зброї, зменшує будь-який тиск окремих держав, що могли б відчувати себе здатними будувати ядерну зброю самотужки, навіть якщо відомі сусіди, що мали мирні ядерні енергетичні програми, які могли б бути підозрілим. При цьому договір працює так, як він був задуманий.
У 2004 році Мухаммед аль-Барадеї заявив, що за деякими оцінками, від тридцяти п'яти до сорока держав потенційно могли створити ядерну зброю.

## Основні статті
Стаття I: Кожна держава, що володіє ядерною зброєю (NWS) зобов'язується не передавати, жодному одержувачу ядерну зброю або інші ядерні вибухові пристрої, не надавати допомоги будь-якій державі, що не володіє ядерною зброєю, щодо виробництва або придбання такої зброї або пристроїв.
Стаття II: кожна NWS сторона зобов'язується не отримувати від будь-якого джерела ядерної зброї або інших ядерних вибухових пристроїв; не виробляти і не набувати такої зброї або пристроїв, не отримувати будь-якої допомоги в їх виробництві.
Стаття III: кожна NWS сторона зобов'язується укласти угоду з МАГАТЕ про застосування його гарантій до всього ядерного матеріалу в усій мирній ядерній діяльності держави, а також для запобігання витоку такого матеріалу для створення ядерної зброї або інших ядерних вибухових пристроїв.
Стаття IV: 1. Ніщо в цьому Договорі не повинно тлумачитися як таке, що зачіпає невід'ємне право всіх учасників Договору розвивати дослідження, виробництво та використання ядерної енергії в мирних цілях без дискримінації і відповідно до статей I і II цього Договору ,
2. Всі учасники Договору зобов'язуються сприяти, і мають право брати участь в, якомога повнішому обмінові устаткуванням, матеріалами та науково-технічною інформацією для мирного використання ядерної енергії. Сторони Договору, які в змозі зробити це, будуть також співпрацювати в наданні сприяння в поодиноких випадках або спільно з іншими державами чи міжнародними організаціями, подальшому розвитку застосування ядерної енергії в мирних цілях, особливо на територіях, які не володіють ядерною зброєю державами-учасницями Договору, з належним урахуванням потреб регіонів світу.
Стаття VI: Кожна сторона «бере на себе зобов'язання вести переговори в дусі доброї волі про ефективні заходи по припиненню гонки ядерних озброєнь в найближчому майбутньому і ядерному роззброєнню, а також про договір про загальне і повне роззброєння під суворим і ефективним міжнародним контролем».
Стаття X. встановлює право вийти з Договору, шляхом подання відповідного повідомлення за останні 3 місяці. Він також встановлює термін дії Договору (за 25 років до ініціативи Extension 1995).

## Історія
Стимулом для підписання ДНЯЗ було занепокоєння щодо безпеки світу, в якому існує багато ядерних держав. Було визнано, що стримуючі відносини холодної війни тільки між Сполученими Штатами і Радянським Союзом були крихкими. Наявність більшої кількості держав, що володіють ядерною зброєю, призведе до скорочення безпеки для всіх, множачи ризик прорахунків, нещасних випадків, несанкціонованого використання зброї, або від ескалації напруженості, ядерного конфлікту.
Процес ДНЯЗ був запущений Френком Айкеном, міністром Ірландії із зовнішніх зв'язків, в 1958 році був відкритий для підписання в 1968 році, з Фінляндією, першою державою, що підписала. Приєднання стало майже загальним після закінчення холодної війни і апартеїду Південної Африки. У 1992 році Китайська Народна Республіка і Франція приєдналися до ДНЯЗ, останні з п'яти ядерних держав, визнаних договором повинними зробити це. У 1995 році договір був продовжений на невизначений термін. Після того, як Бразилія приєдналася до ДНЯЗ в 1998 році, єдиною державою, що не володіє ядерною зброєю, і не підписала договір була Куба, яка приєдналася до ДНЯЗ (і Договору Тлателолко ЗСЯО) в 2002 році.
Кілька підписантів ДНЯЗ відмовилися від ядерної зброї або програм створення ядерної зброї. Південна Африка провела ядерну програму, але з тих пір відмовилися від неї і підписала договір в 1991 році, після знищення її невеликого ядерного арсеналу; після цього решта африканських країн підписали договір. Колишні радянські республіки, де залишалася ядерна зброя, а саме Україна, Білорусь і Казахстан, передали цю зброю в Росію і приєдналися до ДНЯЗ в 1994 після підписання Будапештського меморандуму.
Держав-наступників після розпаду Югославії і Чехословаччини також приєдналися до угоди незабаром після отримання незалежності. Чорногорія і Східний Тимор були останні країни, що підписали договір про свою незалежність в 2006 і 2003 роках; єдина країна, щоб увійшла в 21-му столітті була Куба в 2002 році три країни Мікронезії з договору про вільну асоціацію з США приєдналася до ДНЯЗ в 1995 році, в той же час з Вануату.
Великі країни Південної Америки- Аргентина, Чилі і Бразилія приєдналися в 1995, а в 1998 рр країни Аравійського півострову, включаючи Саудівську Аравію і Бахрейн в 1988 році, Катар і Кувейт в 1989 році, ОАЕ в 1995 році, і Оман в 1997, крихітні європейські держави Монако і Андорра вступили в 1995-6. Крім того, в 1990-ті роки країнами, що підписали договір, були в 1992 році М'янма і Гаяна в 1993 році.

### Обмін ядерною зброєю США-НАТО
У той час, коли щодо цього договору велись перемови, НАТО мав таємні договори з поділу ядерної зброї, за якими Сполучені Штати надавали ядерну зброю буде розгорнуто, і їх дія буде продовжена щодо інших держав НАТО. Деякі стверджують, що це порушення статей I і II договору. Зустрічний аргумент про те, що США контролювали зброю в сховищах країнах НАТО, і що жодна передача зброї або контролю над нею не передбачалася «до тих пір поки було прийнято рішення йти на війну, на якій цей договір більше не матиме сили», так що немає ніякого порушення ДНЯЗ. Ці угоди були розкритиковані деякими з держав, в тому числі Радянським Союзом, але більшість держав, що підписали ДНЯЗ до 1968 року не знали про ці угоди і їх інтерпретації в той час.
У 2005 році передбачалося що Сполучені Штати, як і раніше, забезпечить близько 180 тактичних ядерних бомб B61 для використання Бельгією, Німеччиною, Італією, Нідерландами і Туреччиною в рамках цих угод НАТО. Багато держав і Рух неприєднання зараз стверджують, що це порушує статті I і II договору, і застосовують дипломатичний тиск, щоб припинити дію цих угод. Вони вказують на те, що пілоти та інші співробітники «неядерних» країн НАТО практикують обробку і доставлення ядерних бомб США, а також те, що і не американські військові літаки були пристосовані для доставлення американських ядерних бомб, які повинні були пов'язані з передачею деякою технічною інформацією про ядерну зброю. НАТО вважає, що його «ядерні сили продовжують відігравати важливу роль у запобіганні війні, але їх роль в даний час є скоріше політичною».
Американська політика ядерного обміну спочатку була розроблені, щоб допомогти запобігти поширенню ядерної зброї, не в останню чергу, переконавши Західну Німеччину не розвивати незалежний ядерний потенціал, запевнивши її, що Західна Німеччина зможе, у разі війни з країнами Варшавського договору, оперувати ядерною зброєю США з метою самооборони. (Проте до моменту початку тотальної війни зброя сама по собі буде залишатися в руках США.) Справа в тому, щоб обмеження поширення країн, що мають свої власні програми створення ядерної зброї, необхідно щоб допомогти гарантувати, що союзники НАТО не хочуть йти вниз поширенням маршруту. (Західна Німеччина була обговорена в оцінках американської розвідки протягом ряду років як країна з потенціалом для розвитку своїх власних можливостей створення ядерної зброї, якщо чиновники в Бонні були переконані в тому, що їх захист проти Радянського Союзу і його союзники могли б бути виконані.)

### Країни, що не підписали договір
Чотири держави- Індія, Ізраїль, Пакистан, Судан ніколи не підписували договір. Індія і Пакистан публічно оголосили про свої програми розвитку ядерної зброї, а Ізраїль давно веде політику навмисної двозначності щодо своєї ядерної програми (див Список країн з ядерною зброєю).

#### Індія
Індією були підірвані ядерні пристрої, спочатку в 1974 році і знову в 1998 році. Індія, за оцінками, має достатню кількість матеріалу, що розщеплюється для виробництва більш ніж 150 боєголовок. Індія була однією з небагатьох країн, що погодились не застосовувати ядерну зброю, якщо спершу не були атаковані противником із застосуванням ядерної зброї, проте в Індії АНБ Шившанкар Менон повідомив про значний зсув від «незастосування першим» до «незастосування проти держав, що не володіють ядерною зброєю першими». В промові з нагоди Золотого ювілею в ході урочистостей Національного оборонного коледжу в Нью-Делі 21 жовтня 2010 року, доктрина Менон відбила стратегічну культури, з її акцентом на мінімальне стримування Індії.
Індія стверджує, що ДНЯЗ створює клуб «володарів ядерної зброї» і велику групу «тих, хто не має її», обмеживши законне володіння ядерною зброєю тим державам, які мали її до 1967 року, але цей договір ніколи не пояснює, на яких етичних підставах така різниця є дійсною. Міністр із зовнішніх зв'язків Індії Пранаб Мукерджі під час візиту в Токіо в 2007 році сказав: «Якщо Індія не підписала ДНЯЗ, це не через відсутність зобов'язань щодо нерозповсюдження, а тому, що ми вважаємо ДНЯЗ некоректним договором, і не визнаємо необхідність загальної, недискримінаційної перевірки і лікування».
На початку березня 2006 року, Індія і Сполучені Штати остаточно уклали угоду, попри критику в обох країнах, щоб перезапустити співпрацю з цивільних ядерних технологій. За умовами угоди Індія прагне класифікувати 14 зі своїх 22 атомних електростанцій, як для використання в цивільних цілях і розміщувати їх під гарантії МАГАТЕ. Мухаммед аль-Барадеї, а потім генеральний директор МАГАТЕ, вітав угоду по телефону, кажучи що Індія «є важливим партнером в режимі нерозповсюдження».
У грудні 2006 року Конгрес США схвалив закон Сполучених Штатів щодо співпраці з Індією в галузі мирної атомної енергетики, схваливши угоду, яка була викувана в ході візиту прем'єр-міністра Сінгха в США в липні 2005 року і укріпилася в ході візиту президента Буша в Індію на початку 2006 року, і законодавчо допускає передачу цивільних ядерних матеріалів в Індію. Попри свій статус поза рамками Договору про нерозповсюдження ядерної зброї, ядерне співробітництво з Індією було дозволено на підставі її чистих записів нерозповсюдження, а також потреба Індії в енергії для швидкої індустріалізації і забезпечення населення в більш ніж мільярд осіб.
З 1 серпня 2008 року МАГАТЕ схвалило угоду про гарантії в Індії і 6 вересня 2008 року Індія отримала відмову в Групі ядерних постачальників (NSG зустрічі), що відбулася у Відні, Австрія. Консенсус був знайдений після подолання побіювань, висловлених Австрією, Ірландією та Новою Зеландією, і є безпрецедентним кроком у наданні більших свобод країнам, які не підписала ДНЯЗ і Договір про всеосяжну заборону ядерних випробувань (ДВЗЯВ). У той час як Індія могла б почати ядерну торгівлю з іншими зацікавленими країнами. Конгрес США схвалив цю угоду і президент Буш підписав її 8 жовтня 2008.
Коли КНР оголосила про розширене ядерне співробітництво з Пакистаном в 2010 році, прихильники контролю над озброєннями засудили обидві угоди, заявивши, що вони послабили ДНЯЗ шляхом сприяння ядерним програмам в державах, які не є учасниками ДНЯЗ.
Станом на січень 2011 року Австралія, що входила в першу трійку виробників і має один з найбільших відомих в світі запасів, продовжила свою відмову на експорт урану до Індії, незважаючи на дипломатичний тиск з боку Індії. У листопаді 2011 року прем'єр-міністр Австралії оголосив про бажання розширити експорту в Індію, зміна політики, яка була санкціонована національною конференцією її партії в грудні. 4 грудня 2011 прем'єр-міністр Джулія Гіллард скасувала в Австралії давню заборону на експорт урану до Індії. Крім того, вона сказала «Ми повинні ухвалити рішення в національних інтересах, рішення про зміцнення нашого стратегічного партнерства з Індією в цьому азійському столітті», і каже, що будь-яка угода про продаж урану до Індії передбачатиме суворі запобіжні заходи, щоб гарантувати його (урану) використання тільки для цивільних цілей, а не для створення ядерної зброї. З 5 вересня 2014 року. прем'єр-міністр Австралії Тоні Ебботт затвердив і цивільну ядерну угоду з продажу урану до Індії. «Ми підписали угоду про співпрацю в ядерній галузі, оскільки Австралія довіряє Індії, щоб зробити правильну річ в цій області, як це робилось в інших областях», повідомив журналістам Ебботт після того, як він і прем'єр-міністр Індії Нарендра Моді підписав договір про продаж урану для мирних цілей.

#### Пакистан
У травні 1998 року після ядерних випробувань Індії раніше в цьому місяці, Пакистан провів два комплекси ядерних випробувань, Чагай-I і Чагай-II. Станом на 2015 рік, Пакистан, за оцінками, мав близько 120 боєголовок. За даними Фонду Карнегі, міжнародного Центру Стимсона, Пакистан має досить матеріалів, що розщеплюються, для виготовлення 350 боєголовок.
Як і Індія, Пакистан вважає, що договір не дає рівних прав для всіх держав. Міністр закордонних справ Айзаз Ахмад Чаудхрі був цитований, як відповідач на запитання «Це дискримінаційний договір. Пакистан має право захищати себе, отже Пакистан не підписуватиме ДНЯЗ. Чому ми повинні?» коли його запитали на брифінгу, чи буде Ісламабад підписувати ДНЯЗ, якщо Вашингтон попросить його зробити це. До 2010 р Пакистан завжди підтримував позицію, щодо підписання ДНЯЗ, якщо Індія зробить так само. У 2010 році Пакистан відмовився від цієї історичної позиції і заявив, що вона приєднається до ДНЯЗ тільки як визнана держава, що володіє ядерною зброєю.
Керівні принципи ГЯП в даний час виключають ядерний експорт з боку всіх основних постачальників в Пакистан, з дуже вузькими винятками, так як він не має повномасштабних гарантій МАГАТЕ (тобто гарантії на всю його ядерну діяльність). Пакистан прагне досягти угоди, аналогічної з Індією, але ці зусилля були відкинуті Сполученими Штатами та іншими членами ГЯП, стверджуючи, що послужний список Пакистану як ядерного розповсюджувача унеможливлює можливість мати будь-якої ядерні угоди в найближчому майбутньому.
2010 року Китайська Народна Республіка, за повідомленнями, підписала громадянську ядерну угоду з Пакистаном, стверджуючи, що угода була «мирною». Британський уряд висловився після угоди, припускаючи, що "час ще не настав для цивільної ядерної угоди з Пакистаном. Китайська Народна Республіка не шукала формального схвалення від постачальників ядерної групи, і стверджував, замість того, що її співробітництво з Пакистаном було вже старим, коли КНР приєдналася до ГЯП, претензію, оскаржують інші члени ГЯП.

#### Ізраїль
Ізраїль має давню політику навмисної двозначності щодо своєї ядерної програми (список країн, що володіють ядерною зброєю). Як і в випадку з Пакистаном, NSG Керівництво в даний час виключає ядерний експорт з боку всіх основних постачальників в Ізраїль. Згідно інформації, що просочилася в розвідку, Ізраїль розробляє ядерну зброю на своєму підприємстві Дімона в Негеві з 1958 року, і багато аналітиків, такі як Девід Олбрайт, вважають, що Ізраїль, можливо, має від 100 до 200 боєголовок з використанням плутонію, переробленого в Дімоні. Ізраїльський уряд відмовляється підтверджувати або спростовувати володіння ядерною зброєю, хоча це тепер не вважається секретом Полішинеля, після того як ізраїльський ядерний технік низького рівня Мордехай Вануну, що згодом був арештований і засуджений за зраду, опублікував дані в британській газеті в 1986 році.
18 вересня 2009 року Генеральна конференція Міжнародного агентства з атомної енергії закликала Ізраїль відкрити свої ядерні об'єкти для інспекції МАГАТЕ і дотримуватися договору про нерозповсюдження в рамках резолюції про «ядерний потенціал Ізраїлю», який проходив по вузькому краю від 49-45 при 16 тих, що утрималися. Головний ізраїльський делегат заявив, що «Ізраїль не буде співпрацювати в будь-якому питанні щодо цієї резолюції». Тим не менш, подібні резолюції були розпочаті в 2010, 2013 і 2014 роках.

### Північна Корея
Північна Корея ратифікувала договір 12 грудня 1985 року, але дала повідомлення про вихід з договору 10 січня 2003 після стверджень США, що вона приступила до здійснення незаконного збагачення урану, а потім США припинила постачання мазуту в рамках Рамкової угоди, якою були вирішені проблеми збройового плутонію в 1994 році. Вихід набув чинності 10 квітня 2003, що робить Північну Корею першою державою, яка коли-небудь вийшла з договору. Північна Корея вперше оголосила про вихід 12 березня 1993 року, але призупинила повідомлення перш ніж воно вступило в дію.
10 лютого 2005 року Північна Корея публічно заявила, що вона володіє ядерною зброєю і вийшла з шестисторонніх переговорів, проведених Китаєм, щоб знайти дипломатичне вирішення проблеми. «Ми вже прийняли рішення вийти з Договору про нерозповсюдження ядерної зброї і виготовили ядерну зброю для самооборони, щоб впоратися з усіма неприхованим намаганнями адміністрації Буша ізолювати і задушити КНДР» заява МЗС Північної Кореї оголосила про вихід з шестисторонніх переговорів, що буде поновлено в липні 2005 року.
19 вересня 2005 року Північна Корея оголосила, що вона надасть попередню згоду. За бажанням, Північна Корея перетворить на брухт всю свою існуючу ядерну зброю та ядерні виробництва, приєднається до ДНЯЗ і поверне інспекторів МАГАТЕ. Складне питання про постачання легководневих реакторів для заміни старих на атомних електростанціях в Північній Кореї, відповідно з узгодженими 1994 року рамками, було залишено для вирішення в ході майбутніх обговорень. Наступного дня Північна Корея підтвердила свої наміри про те, що поки вона не забезпечена реакторами на легкому водні, вона не буде демонтувати свій ядерний арсенал або приєднуватись до ДНЯЗ.
2 жовтня 2006 року міністр закордонних справ Північної Кореї заявив, що його країна планує провести ядерне випробування «в майбутньому», хоча не відомо, коли це буде. У понеділок, 9 жовтня 2006 року в 1:35:28 (UTC) Геологічна служба Сполучених Штатів зафіксувала поштовх магнітудою 4,3 бали за 70 км (43 милі) на північ від Кімчхеку, Північна Корея, що зазначає ядерне випробування. Незабаром після цього північнокорейський уряд оголосив, що вони завершили успішні підземні випробування пристрою ядерного ділення.
У 2007 році, як повідомляють з Вашингтона, заява в доповідях ЦРУ 2002, що Північна Корея розробляє програму збагачення урану для зброї, що призвело до виходу Північної Кореї з ДНЯЗ, була неправильно оцінена, а загроза перевищена. З іншого боку, навіть крім цих прес-тверджень, які деякі критики вважають штучно створеними для сіяння паніки, щоб виправдати Сполучені Штати в відмові від намагань перевірити демонтаж уранової програми Пхеньяну в умовах Півночно-Корейської непоступливості, там залишається деяка інформація, що міститься в публічних звітах і вказує на існування запасів урану. Абсолютно незалежно від того, що перший віце-міністр Північної Кореї Кан Сік Джу в одній точці визнав існування програми зі збагачення урану, тодішній президент Пакистану Мушарраф показав, що Хан надав Північній Кореї ряд газових центрифуг, призначених для збагачення урану.

### Іран
Іран є учасником ДНЯЗ, але був визнаний в стані недотримання своєї угоди про гарантії ДНЯЗ і статус його ядерної програми залишається предметом суперечок. У листопаді 2003 року Генеральний директор МАГАТЕ Мохаммед ель-Барадеї повідомив, що Іран неодноразово і протягом тривалого періоду не в змозі виконати свої зобов'язання за гарантіями, в тому числі не в змозі оголосити свою програму зі збагачення урану. Після того, як близько двох років EU3 під керівництвом дипломатичних зусиль намагалися змусити Іран тимчасово припинити програму по збагаченню урану, в раду керівників МАГАТЕ, діючи відповідно до статті XII.C Статуту МАГАТЕ, було прийнято рішення, що ці невдачі являли собою недотримання угоди про гарантії МАГАТЕ. Про це повідомили в Раді безпеки ООН у 2006 році, після чого Рада безпеки прийняла резолюцію, що вимагає від Ірану припинити роботи по збагаченню урану. Замість того, Іран відновив свою програму зі збагачення.
МАГАТЕ було в змозі перевірити непереключення заявленого ядерного матеріалу в Ірані, і продовжує свою роботу з перевірки відсутності незаявленої діяльності. У лютому 2008 року МАГАТЕ також повідомила, що вона працює над вирішенням " дослідження "озброєння, на основі документів, наданих деякими державами-членами, заявлених цими державами як отриманими з Ірану. Іран відкинув ці звинувачення як «безпідставні», а також документи, як «вигадки». У червні 2009 року МАГАТЕ повідомило, що Іран «не співпрацює з Агентством в зв'язку з чим залишаються питання … які повинні бути роз'яснені виключаючи можливість військових аспектів ядерної програми Ірану».
Сполучені Штати прийшли до висновку, що Іран порушив статтю III його зобов'язань по ДНЯЗ про гарантії, а також стверджував, ґрунтуючись на непрямих доказах, що програма Ірану зі збагачення урану була для військових цілей і, отже, порушено зобов'язання Ірану в сфері нерозповсюдження Статті II. В листопаді 2007 року Національна розвідувальна оцінка (NIE) США пізніше прийшла до висновку, що Іран призупинив активну програму зі створення ядерної зброї восени 2003 року, і що вона залишалася зупиненою станом на середину 2007 року. «Ключові Рішення» ННІ, однак, також ясно давали зрозуміти, що Іран насправді зупинив свою ядерну програму.
Так як програму зі збагачення урану Ірану в Натанзі і її продовженню- роботи по створенню реактора на важкій воді в Араку, який був би ідеальним для виробництва плутонію, почали таємно років за кілька років до того, багато спостерігачів знайшли подальший розвиток у Ірану можливостей виробництва, матеріалів, що поділяються, справді тривожними. Зокрема, через наявність матеріалів, що діляться, всі вже давно зрозуміли, що основною перешкодою для розвитку ядерної зброї і первинного «стимулюючого елементу» для програми зброї, той факт, що Іран, як повідомляється, призупинив вепонізаційні роботи, не може означати дуже багато. В США директор національної розвідки Майк Макконнелл повідомив, що Іран нібито призупинено, таким чином, «ймовірно, це найменш значна частина програми.»
Іран заявляє, що має законне право на збагачення урану в мирних цілях відповідно до ДНЯЗ, і далі каже, що він «постійно виконує свої зобов'язання по ДНЯЗ і Статуту Міжнародного агентства з атомної енергії». Іран також стверджує, що його програма зі збагачення урану є частиною його цивільної ядерної енергетичної програми, яка допускається відповідно до статті IV ДНЯЗ. Рух неприєднання вітає тривале співробітництво Ірану з МАГАТЕ і підтверджує право Ірану на мирне використання ядерної технології. Генеральний секретар ООН Пан Гі Мун привітав продовження діалогу між Іраном і МАГАТЕ, і закликав до мирного вирішення питання.
У квітні 2010 року під час підписання договору між США і Росією СНО, президент Обама заявив, що Сполучені Штати, Росія, і інші країни вимагають, щоб керівні особи Ірану понесли відповідальність за невиконання своїх зобов'язань за Договором про нерозповсюдження ядерної зброї, і що «ми не потерпимо дій, які нехтують ДНЯЗ, ризик гонки озброєнь в життєво важливому регіоні може поставити під загрозу авторитет міжнародної спільноти і нашу колективну безпеку.»

### Південна Африка
Південна Африка є єдиною країною, яка розробила ядерну зброю сама по собі, а потім розібрала її — на відміну від колишніх радянських республік — України, Білорусі та Казахстану, які отримали в спадок ядерну зброю з колишнього СРСР, а також приєдналися до ДНЯЗ як держави, що не володіють ядерною зброєю.
За часів апартеїду, уряд Південної Африки посіяв глибокий страх як чорного повстання, так і загрози комунізму. Це призвело до розробки секретної програми створення ядерної зброї як інструменту кінцевого стримування. Південна Африка має великий запас урану, який видобувається в золотих копальнях країни. Уряд побудував ядерний дослідницький центр в Пеліндаба поблизу Преторії, де уран збагачувався до паливного класу для атомної електростанції Куберг, а також для виготовлення ядерної зброї.
У 1991 році, після того, як посилився міжнародний тиск і загроза неминучої зміни уряду, Південноафриканський посол в США Гаррі Шварц підписав Договір про нерозповсюдження ядерної зброї. У 1993 році тодішній президент Фредерік Віллем де Клерк відкрито визнав, що країна розробила обмежену кількість ядерної зброї. Ця зброя була згодом демонтована до того, як Південна Африка приєдналися до ДНЯЗ і відкрила себе для інспекції МАГАТЕ. У 1994 році МАГАТЕ завершила свою роботу і заявила, що країна повністю ліквідувала свою програму створення ядерної зброї.

### Лівія
Лівія підписала і ратифікувала Договір про нерозповсюдження ядерної зброї, була предметом інспекцій ядерних гарантій МАГАТЕ, але створила секретну програму розробки ядерної зброї, тим самим порушивши свої зобов'язання відповідно до ДНЯЗ, з використанням матеріалів та технологій, наданих A.Q. Ханом через мережу розповсюдження -включаючи фактично конструкції ядерної зброї, що нібито розробляється в КНР. Лівія почала таємні переговори зі Сполученими Штатами та Сполученим Королівством в березні 2003 року над потенційним усуненням її програми з розробки зброї масового ураження. У жовтні 2003 року Лівія була збентежена забороною на відвантаження пакистанцями розроблених деталей центрифуг, які були надіслані з Малайзії, а також у складі кільця проліферації А. Q. Хана.
У грудні 2003 року Лівія оголосила, що вона вирішила ліквідувати всі свої програми з розробки зброї масового ураження, а також впускає перевіряючих США та інших британських команд (а також інспекторів МАГАТЕ) в країну, щоб допомогти цьому процесу, і перевірити його завершення. Ядерна зброя, газові центрифуги для збагачення урану, а також інше устаткування, в тому числі прототипи вдосконалених балістичних ракет, були видалені з Лівії Сполученими Штатами. (Запаси лівійської хімічної зброї та хімічні бомби були знищені на місці з міжнародним контролем, внаслідок чого Лівія приєдналася до Конвенції про заборону хімічної зброї.) Про недотримання Лівією гарантій МАГАТЕ повідомили Раді Безпеки ООН, але без будь-яких дій, вжитих по відношенню до неї, в Лівії повернулися в режим дотримання гарантій і статті II ДНЯЗ.
У 2011 році лівійський уряд було повалено в лівійській громадянській війні за допомогою військового втручання з боку сил НАТО, що діяли під егідою резолюції Ради Безпеки Організації Об'єднаних Націй 1973 г. Було припущення в засобах масової інформації (особливо серед мешканців Середнього Сходу), що втручання НАТО в Лівію незабаром після того, як країна вирішила відмовитися від ядерної та хімічної зброї спонукало б інші країни, такі як Північна Корея, замислитися над доцільністю ядерного роззброєння через ризик бути ослабленими в результаті.

## Вихід з договору
Стаття X дозволяє державі вийти з договору, якщо «надзвичайні події, які стосуються предмета цього Договору, поставили під загрозу найвищі інтереси її країни», подаючи заяву за три місяці (90 днів). Держава зобов'язана дати підстави для виходу з ДНЯЗ в цьому повідомленні.
Країни-члени НАТО стверджують, що в разі стану «загальної війни» договір більше не матиме сили, що дозволяє державам, які беруть участь, залишити договір, без попереднього повідомлення. Це є необхідним аргументом на користь політики спільного використання ядерної зброї НАТО, але насторожує один момент договору. Аргумент НАТО ґрунтується на фразі «необхідність докласти всіх зусиль для запобігання небезпеки такої війни» в преамбулі договору, вставленої на прохання американських дипломатів, стверджуючи, що договір, який в той момент не зміг виконати своє призначення, забороняючи загальну війну, більше, таким чином, не є обов'язковими. Багато держав не сприймають цей аргумент.
Північна Корея також викликала бурю обурення з боку її використання цього положення договору. Стаття Х.1 вимагає тільки щоб держава дала повідомлення за три місяці в цілому, і не передбачає тлумачення дій перед іншими державами задля «вищих інтересів своєї країни». У 1993 році Північна Корея дала повідомлення про вихід із ДНЯЗ. Проте, після 89 днів, Північна Корея досягли угоди зі Сполученими Штатами, щодо заморозки своєї ядерної програми в рамках Рамкової угоди і «підвішуючи» її повідомлення про відкликання. У жовтні 2002 року США звинуватили Північну Корею в порушенні Рамкової угоди шляхом проведення секретної програми зі збагачення урану, і призупинив відвантаження мазуту відповідно до цієї угоди. У відповідь Північна Корея вислала інспекторів МАГАТЕ, вимкнула обладнання МАГАТЕ, а з 10 січня 2003 року оголосила, що припиняє призупинення його попереднього повідомлення про вихід з ДНЯЗ. Північна Корея заявила, що для виходу з ДНЯЗ достатньо повідомлення тільки за один день, оскільки воно було подане за 89 днів до цього.
Рада керуючих МАГАТЕ відхилила цю інтерпретацію. Більшість країн заявили, що необхідно ще три місяці для повідомлення про відкликання, а деякі поставили під сумнів повідомлення Північної Кореї, що вони зустрілися з «надзвичайними подіями» чи переслідують «вищі інтереси» відповідно вимогам Договору. Спільна заява від 19 вересня 2005 року в кінці четвертого раунду шестисторонніх переговорів закликала Північну Корею «повернутися» до ДНЯЗ, побічно визнавши, що вона відкликана.

## Недавні і прийдешні події
Головним підсумком Конференції 2000 року стало прийняття на основі консенсусу всеосяжного заключного документа, до якого входить в числі іншого «практичні кроки щодо забезпечення систематичних і послідовних зусиль» по здійсненню положень про роззброєння ДНЯЗ, зазвичай цей документ називають тринадцять кроків.
18 липня 2005 президент США Джордж Буш зустрівся з прем'єр-міністром Індії Манмохан Сінгхом і заявив, що він буде працювати, щоб змінити законодавство США і міжнародні правила, аби дозволити торгівлю в США цивільними ядерними технологіями з Індією. Деякі оглядачі, такі як британець Джордж Монбіота, стверджують, що ядерна угода між США і Індією, в поєднанні зі спробами США відмовити Іран від цивільних технологій виготовлення ядерного палива, може зруйнувати режим ДНЯЗ, в той час як інші стверджують, що такі кроки, швидше за все, приведе Індію, що не підписала ДНЯЗ, до більш пильної уваги міжнародної спільноти.
У першій половині 2010 року, він був твердо переконаний в тому, що Китайська Народна Республіка підписала цивільну ядерну угоду з Пакистаном, стверджуючи, що угода була «мирною».
Прихильники контролю над озброєннями розкритикували повідомлення про угоду між КНР та Пакистаном, як вони це робили після укладення американо-індійської угоди, стверджуючи, що обидві угоди порушують ДНЯЗ шляхом сприяння ядерних програм в державах, які не є учасниками ДНЯЗ. У деяких повідомленнях стверджувалося, що угода була стратегічним кроком з боку КНР, щоб збалансувати вплив США в Південно-Східній Азії.
Згідно зі звітом, опублікованим Міністерством оборони США в 2001 році, КНР надала Пакистану ядерні матеріали та дав критичну технологічну допомогу в будівництві об'єктів для розробки ядерної зброї, порушуючи тим самим Договор про нерозповсюдження ядерної зброї, який згодом був підписаний КНР.
На сьомий оглядовій Конференції в травні 2005 року, були різкі відмінності між Сполученими Штатами, які хотіли конференцію, щоб зосередитися на нерозповсюдженні, особливо акцентуючи увагу на твердженнях щодо Ірану, і більшістю інших країн, які підкреслювали відсутність серйозного ядерного роззброєння ядерних держав. Країни знову підтвердили свою позицію, наголошуючи на необхідності ядерного роззброєння.
Конференція з огляду 2010 року було проведено в травні 2010 року в Нью-Йорку, і був прийнятий підсумковий документ, який включав резюме по Конференції з перегляду Голови посла Лібрану Капактулану з Філіппін, і Плану дій, який був прийнятий на основі консенсусу. Конференція 2010 року в цілому вважається успішною, оскільки був досягнутий консенсус, в той час як попередня конференції з розгляду в 2005 році закінчилася в безладді, і тим фактом, що багато хто приписує прихильність президента США Барака Обами до області ядерного нерозповсюдження і роззброєння. Деякі з них попереджали, що цей успіх підняв нереалістично високі очікування, які можуть привести до провалу на наступній Конференції з розгляду дій в 2015 році
«Глобальний саміт з ядерної безпеки» відбувся 12-13 квітня 2010 року на найвищому рівні в Празі, і був спрямований на зміцнення Договору про нерозповсюдження ядерної зброї в поєднанні з ІБОР і Глобальною ініціативою щодо боротьби з ядерним тероризмом. В саміті взяли участь Сорок сім держав і три міжнародних організації.
У великій програмній промові біля Бранденбурзьких воріт у Берліні 19 червня 2013 року президент Сполучених Штатів Барак Обама розповів про плани щодо подальшого скорочення числа боєголовок в ядерному арсеналі США. В тій же промові Обама підкреслив зусилля його адміністрації, щоб ізолювати будь-які можливості появи ядерної зброї з боку Ірану і Північної Кореї. Він також закликав до відновлення зусиль обох партій в Конгресі Сполучених Штатів щоб ратифікувати Договір про всеосяжну заборону ядерних випробувань і закликав країни укласти новий договір про припинення виробництва матеріалів, що розщеплюються, для ядерної зброї.
24 квітня 2014 року було оголошено про те, що народ Маршаллових островів подав позов в Гаазький суд проти Сполучених Штатів, колишнього Радянського Союзу, Великої Британії, Франції, КНР, Індії, Пакистану, Північної Кореї і Ізраїлю, прагнучи аби положення про роззброєння ДНЯЗ виконувалось.
25 травня 2023 року Росія та Білорусь підписали документ про розміщення ядерної зброї на території Білорусі. При цьому міністр оборони Росії Сергій Кужугетович Шойгу заявив, що контроль за тактичною ядерною зброєю в Білорусі здійснюватиме Росія, як і прийматиме рішення про її застосування.

## Критика і відповіді
Протягом багатьох років ДНЯЗ став розглядатися багатьма державами третього світу, як «змова власників ядерної зброї, щоб зберегти країни, що її не мають на своєму місці». Цей аргумент має коріння в статті VI від договору, який «зобов'язує ядерні держави ліквідувати свої запаси ядерної зброї і домагатися повного роззброєння. У неядерних державах не бачать ніяких ознак того, що це відбувається». Деякі стверджують, що НМС в повному обсязі виконали свої зобов'язання з роззброєння відповідно до статті VI ДНЯЗ. Деякі країни, такі як Індія критикують NPT, тому що вважають його «дискримінацією держав, що не володіють ядерною зброєю», з 1 січня 1967 року, в той час як Іран і численні арабські країни критикують Ізраїль за непідписання ДНЯЗ. Було розчарування в зв'язку з обмеженим прогресом з ядерного роззброєння, де п'ять уповноважених ядерних держав досі мають 22000 боєголовок і показали небажання подальшого зняття з озброєння.
Як вже зазначалося вище, Міжнародний Суд в своєму консультативному висновку у справі про правомірність застосування або загрози застосування ядерної зброї, заявив, що "існує зобов'язання вести в дусі доброї волі і довести до кінця переговори, що ведуть до ядерного роззброєння у всіх його аспектах під суворим і ефективним міжнародним контролем. Таке зобов'язання вимагає, щоб держави активно здійснювати заходи щодо скорочення кількості ядерної зброї, і важливість їх ролі у військових силових структурах. Деякі критики ядерних держав стверджують, що вони не відповідали статті VI, не зумівши зробити роззброєння рушійною силою в процесі національного планування та політики щодо ядерної зброї, навіть коли вони просять інші держави планувати свою оборону без використання ядерної зброї.
Сполучені Штати у відповідь на критику його програми роззброєння, вказуючи на те, що з моменту закінчення холодної війни вона знищила понад 13 000 одиниць ядерної зброї і знищила понад 80 % своїх розгорнутих стратегічних боєголовок і 90 % нестратегічних боєголовок, розгорнутих в НАТО, в процесі ліквідації цілі категорії боєголовок і систем доставки і знижуючи свою залежність від ядерної зброї. Американські офіційні особи також відзначили роботу, проведену США по демонтажу ядерних боєголовок. Коли прискорені зусилля по демонтажу за наказом президента Джорджа Буша будуть завершені, американський арсенал становитиме менше, ніж чверть від його розміру в кінці холодної війни, і менше, ніж це було в будь-який момент, так як адміністрації Ейзенхауера, задовго до розробки ДНЯЗ.
Сполучені Штати також придбали багато тисяч одиниць цінної зброї для використання урану з радянської ядерної зброї для перетворення в паливо ядерних реакторів. Як наслідок цього останнього зусилля, було підраховано, що одна з десяти лампочок в США отримує струм з урану, що дістали з боєголовок, які раніше були націлені на США та їх союзників.
Спеціальний представник США щодо нерозповсюдження ядерної зброї погодився, що нерозповсюдження і роззброєння пов'язані між собою, зазначивши, що вони можуть взаємно доповнювати одне одного, проте зростаючі ризики поширення створюють середовище, яке робить роззброєння більш важким. Сполучене Королівство, Франція і Росія аналогічним чином захистили свої ядерні запаси в області роззброєння, а також п'ять NWS, що підписали ДНЯЗ, опублікували спільну заяву в 2008 році, знову підтвердивши свої зобов'язання з роззброєння, відповідно до статті VI.
За словами Томаса Ріда і Денні Стіллмана, «NPT має одну гігантську лазівку»: Стаття IV дає кожній державі, що не володіє ядерною зброєю «невід'ємне право» продовжувати розвиток ядерної енергетики для вироблення електроенергії «велике число посадовців, навіть в рамках Організації Об'єднаних Націй, стверджують, що вони можуть зупинити використання ядерних реакторів для виробництва ядерної зброї» в доповіді Організації Об'єднаних Націй 2009 говорить, що .:
Відродження інтересу до ядерної енергетики може призвести до поширення технологій збагачення урану і технологій переробки відпрацьованого палива, які представляють очевидні ризики поширення, оскільки ці технології можуть виробляти матеріали, що розщеплюються, які безпосередньо використовуються в ядерній зброї.
На думку критиків, ті держави, які володіють ядерною зброєю, але не уповноважені робити це відповідно до ДНЯЗ, не заплатили значну ціну за їх прагнення до можливостей зброї. Крім того, ДНЯЗ був явно ослаблений рядом двосторонніх угод, укладених між країнами, які підписали ДНЯЗ, зокрема в Сполучених Штатах.